# Bastoners del Poble-Sec
La colla de Bastoners del Poble-sec va néixer oficialment el 15 de gener de 2003, dins l'Esbart Dansaire Renaixença. Amb tot, aquesta entitat ja representava balls de bastons des de la seva fundació, l'any 1988. La colla s'organitza en dos grups d'edat: l'infantil, on ballen nens de sis a dotze anys, i el juvenil, format per joves que tenen entre tretze i vint-i-cinc anys. El repertori del grup inclou balls tradicionals, i també alguns de creació pròpia o arranjats expressament. Els balladors duen faixa, faldellí i mocador al cap de color vermell, com els camalls; el mocador entravessat al pit i a l'esquena és també vermell, amb floretes estampades.
Les actuacions dels bastoners del Poble-sec han arribat a festivals internacionals d'Anglaterra, Itàlia, França, Portugal i Bèlgica, i s'han pogut veure a moltes localitats de Catalunya i més territoris de les terres de parla catalana. A més, la colla ha participat en moltes trobades bastoneres, com ara les de Moià, Terrassa i Cambrils, i també en encontres, festivals i cercaviles, tant a Barcelona –Gràcia, la Ciutat Vella, el Raval, Nou Barris, el Poble-sec– com a fora –l'Espluga de Francolí, Cotlliure (Catalunya Nord) i més.
A banda les demostracions de ball, la colla ha impartit cursets a entitats de cultura folklòrica, com ara algunes de descendents de catalans a Cuba, i també en centres docents. Periòdicament, organitza el Festival Internacional de Música i Dansa Tradicional al Poble-sec, que es fa una vegada cada dos anys, el Festival Folk Infantil i Juvenil i el Festival de Claqué al Carrer, coorganitzat amb l'associació Tot pel Claqué.